# Rhymbomicrus lobatus
Rhymbomicrus lobatus es una especie de coleóptero de la familia Endomychidae.

## Distribución geográfica
Habita en Estados Unidos.